# ديوك سيمبسون
ديوك سيمبسون (بالإنجليزية: Duke Simpson)‏ هو لاعب كرة قاعدة أمريكي، ولد في 15 سبتمبر 1927 في كولومبوس في الولايات المتحدة.

## وصلات خارجية
- ديوك سيمبسون على موقع دوري كرة القاعدة الرئيسي (الإنجليزية)
- ديوك سيمبسون على موقعبيزبول رفرنس.كوم (الدوري الرئيسي) (الإنجليزية)
- ديوك سيمبسون على موقعبيزبول رفرنس.كوم (الدوري الثانوي) (الإنجليزية)